# 1. Biathlon-Weltcup 2019/20 (Östersund)
Der 1. Biathlon-Weltcup der Saison 2019/20 fand, wie jedes Jahr zwischen 2008 und 2017, im schwedischen Östersund statt. In der letzten Saison war Östersunds skidstadion Schauplatz der Biathlon-Weltmeisterschaften 2019. Ausgetragen wurden die Wettbewerbe in diesem Jahr zwischen dem 30. November und 8. Dezember 2019.

## Wettkampfprogramm
| Datum        | Frauen    | Frauen                                | Männer                                | Männer                                |
| ------------ | --------- | ------------------------------------- | ------------------------------------- | ------------------------------------- |
| Sa, 30.11.19 | 13:10 Uhr | Single-Mixed-Staffel (6 km + 7,5 km)  | Single-Mixed-Staffel (6 km + 7,5 km)  | Single-Mixed-Staffel (6 km + 7,5 km)  |
| Sa, 30.11.19 | 15:00 Uhr | Mixed-Staffel (2 × 6 km + 2 × 7,5 km) | Mixed-Staffel (2 × 6 km + 2 × 7,5 km) | Mixed-Staffel (2 × 6 km + 2 × 7,5 km) |
| So, 1.12.19  | 15:30 Uhr | Sprint (7,5 km)                       | 12:30 Uhr                             | Sprint (10 km)                        |
| Mi, 4.12.19  |           |                                       | 16:15 Uhr                             | Einzel (20 km)                        |
| Do, 5.12.19  | 16:20 Uhr | Einzel (15 km)                        |                                       |                                       |
| Sa, 7.12.19  |           |                                       | 17:30 Uhr                             | Staffel (4 × 7,5 km)                  |
| So, 8.12.19  | 15:30 Uhr | Staffel (4 × 6 km)                    |                                       |                                       |

## Teilnehmende Nationen
| Europa (25 Länder) | Europa (25 Länder) |
| --- | --- |
| - Belgien - Bulgarien - Deutschland - Estland - Finnland - Frankreich - Griechenland - Italien - Kroatien - Lettland - Litauen - Moldau - Norwegen | - Österreich - Polen - Rumänien - Russland 1 - Schweden - Schweiz - Serbien - Slowakei - Slowenien - Tschechien - Ukraine - Belarus |
| Amerika (2 Länder) | |
| - Kanada | - Vereinigte Staaten |
| Asien (4 Länder) | |
| - Japan - Kasachstan | - Südkorea - Volksrepublik China |

## Ausgangslage
Johannes Thingnes Bø, als Sieger des Gesamtweltcups bei den Männern, sowie Dorothea Wierer bei den Frauen wollten ihren Titel verteidigen und gingen auch in dieser Saison wieder an den Start. Die Gesamtweltcupsiegerin aus der Saison 2016/17 Laura Dahlmeier beendete im Sommer ihre Karriere und ging folglich nicht mehr an den Start. Auch die ehemalige Gesamtweltcupsiegerin Gabriela Koukalová erklärte ihre Karriere im Sommer für beendet. Außerdem haben mit Simon Fourcade, Michael Rösch, Henrik L’Abée-Lund, Anton Schipulin, Anastasiya Kuzmina und Fredrik Lindström zahlreiche Weltmeister und/oder Olympiasieger ihre Karriere während der Sommerpause beendet.
Beim traditionellen „Saison-Opening“ im norwegischen Sjusjøen konnten im Sprint der Frauen die Italienerin Lisa Vittozzi, bei den Männern der Deutsche Johannes Kühn ihre jeweiligen Wettbewerbe gewinnen. Das Saison-Opening zählt, trotz der Teilnahme zahlreicher Weltcupathleten, nicht zum Weltcup und bringt somit auch keine Punkte für die Weltcupgesamtwertung. Den Massenstart konnten die Gesamtweltcupsiegerin des letzten Jahres Dorothea Wierer bei den Frauen, sowie der siebenfache Gesamtweltcupsieger der Männer Martin Fourcade gewinnen. Die Rennen in Sjusjøen galten als der letzte Härtetest vor dem Beginn der Weltcupsaison.

## Ergebnisse
| 1. Weltcup in Östersund, 29. November bis 8. Dezember 2019 | 1. Weltcup in Östersund, 29. November bis 8. Dezember 2019 | 1. Weltcup in Östersund, 29. November bis 8. Dezember 2019                                        | 1. Weltcup in Östersund, 29. November bis 8. Dezember 2019                         | 1. Weltcup in Östersund, 29. November bis 8. Dezember 2019              |
| ---------------------------------------------------------- | ---------------------------------------------------------- | ------------------------------------------------------------------------------------------------- | ---------------------------------------------------------------------------------- | ----------------------------------------------------------------------- |
| Datum                                                      | Disziplin                                                  | Erster Platz                                                                                      | Zweiter Platz                                                                      | Dritter Platz                                                           |
| 30. November 2019 (Sa.)                                    | Single-Mixed-Staffel (W-M) (6 km + 7,5 km)                 | SchwedenHanna Öberg Sebastian Samuelsson                                                          | DeutschlandFranziska Preuß Erik Lesser                                             | NorwegenMarte Olsbu Røiseland Vetle Sjåstad Christiansen                |
| 30. November 2019 (Sa.)                                    | Mixed-Staffel (W-M) (4 × 6 km)                             | ItalienLisa Vittozzi Dorothea Wierer Lukas Hofer Dominik Windisch                                 | NorwegenIngrid Landmark Tandrevold Tiril Eckhoff Tarjei Bø Johannes Thingnes Bø    | SchwedenLinn Persson Mona Brorsson Jesper Nelin Martin Ponsiluoma       |
| 1. Dezember 2019 (So.)                                     | Sprint (10 km)                                             | Johannes Thingnes Bø                                                                              | Tarjei Bø                                                                          | Matwei Jelissejew                                                       |
| 1. Dezember 2019 (So.)                                     | Sprint (7,5 km)                                            | Dorothea Wierer                                                                                   | Marte Olsbu Røiseland                                                              | Markéta Davidová                                                        |
| 4. Dezember 2019 (Mi.)                                     | Einzel (20 km)                                             | Martin Fourcade                                                                                   | Simon Desthieux                                                                    | Quentin Fillon Maillet                                                  |
| 5. Dezember 2019 (Do.)                                     | Einzel (15 km)                                             | Justine Braisaz                                                                                   | Julija Dschyma                                                                     | Julia Simon                                                             |
| 7. Dezember 2019 (Sa.)                                     | Staffel (4 × 7,5 km)                                       | NorwegenJohannes Dale Erlend Bjøntegaard Tarjei Bø Johannes Thingnes Bø                           | FrankreichÉmilien Jacquelin Quentin Fillon Maillet Simon Desthieux Martin Fourcade | ItalienLukas Hofer Thomas Bormolini Daniele Cappellari Dominik Windisch |
| 8. Dezember 2019 (So.)                                     | Staffel (4 × 6 km)                                         | NorwegenKaroline Offigstad Knotten Ingrid Landmark Tandrevold Tiril Eckhoff Marte Olsbu Røiseland | SchweizElisa Gasparin Selina Gasparin Aita Gasparin Lena Häcki                     | SchwedenLinn Persson Elvira Öberg Mona Brorsson Hanna Öberg             |

## Verlauf

### Single-Mixed-Staffel
Start: Samstag, 30. November, 13:10 Uhr
| Platz | Land        | Sportler                                         | Zeit    | Strafrunden + Nachlader             |
| ----- | ----------- | ------------------------------------------------ | ------- | ----------------------------------- |
| 1     | Schweden    | Hanna Öberg Sebastian Samuelsson                 | 36:42,1 | 1+3 1+3 / 0+2 0+0 0+0 0+1 / 0+1 0+1 |
| 2     | Deutschland | Franziska Preuß Erik Lesser                      | +18,1   | 0+2 0+0 / 0+1 0+0 0+2 0+1 / 0+0 1+3 |
| 3     | Norwegen    | Marte Olsbu Røiseland Vetle Sjåstad Christiansen | +40,4   | 0+3 0+2 / 0+3 0+0 0+2 1+3 / 0+0 1+3 |
| 4     | Ukraine     | Anastassija Merkuschyna Artem Tyschtschenko      | +56,9   | 0+0 0+0 / 0+1 3+3 0+0 0+1 / 0+0 0+1 |
| 5     | Estland     | Regina Oja Rene Zahkna                           | +1:01,6 | 0+2 0+1 / 0+1 0+1 0+0 1+3 / 0+0 0+0 |

Gemeldet und am Start: 26 Nationen, überrundet: 10
Die Single-Mixed-Staffel bildete den Auftakt zur neuen Saison. Titelverteidiger im Mixed-Staffel-Weltcup ist die Mannschaft aus Norwegen, die im vergangenen Jahr auch Weltmeister in Östersund wurde. In diesem Jahr lief sie, hinter den Schweden und Deutschland, auf Platz 3. Italien wurde zum Saisonauftakt 8., Österreich 11 und die Schweiz beendete das Rennen als 13.

### Mixed-Staffel
Start: Samstag, 30. November 2019, 15:00 Uhr
| Platz | Land       | Sportler                                                                       | Zeit      | Strafrunden + Nachlader         |
| ----- | ---------- | ------------------------------------------------------------------------------ | --------- | ------------------------------- |
| 1     | Italien    | Lisa Vittozzi Dorothea Wierer Lukas Hofer Dominik Windisch                     | 1:05:56,1 | 0+2 0+0 0+1 0+0 0+1 0+1 0+2 0+2 |
| 2     | Norwegen   | Ingrid Landmark Tandrevold Tiril Eckhoff Tarjei Bø Johannes Thingnes Bø        | +4,1      | 0+2 0+3 0+1 0+1 0+3 0+0         |
| 3     | Schweden   | Linn Persson Mona Brorsson Jesper Nelin Martin Ponsiluoma                      | +59,9     | 0+0 0+3 0+0 0+1 0+0 0+3 0+3 0+1 |
| 4     | Russland   | Jekaterina Jurlowa-Percht Swetlana Mironowa Dmitri Malyschko Alexander Loginow | +1:44,9   | 0+0 1+3 0+2 0+3 0+1 0+2 0+0 0+2 |
| 5     | Österreich | Julia Schwaiger Katharina Innerhofer Felix Leitner Dominik Landertinger        | +1:53,6   | 0+3 0+2 0+0 1+3 0+0 0+1         |

Gemeldet und am Start: 25 Nationen, überrundet: 8
Durch eine Regeländerung zur neuen Saison laufen nun alle Athleten die Kilometeranzahl des zu Beginn laufenden Geschlechts. Da die beim diesjährigen Weltcup in Östersund die Frauen beginnen, laufen alle Athleten 6 km (3 Runden à 2 Kilometer). Beim Sieg der Italiener konnten das Schweizer Mixedquartett den vierten, das deutsche Team den fünften Platz, jeweils mit einer Strafrunde, erreichen.

### Sprint

#### Männer
Start: Sonntag, 1. Dezember 2019, 12:30 Uhr
| Platz | Sportler             | Zeit    | Schießfehler |
| ----- | -------------------- | ------- | ------------ |
| 1     | Johannes Thingnes Bø | 24:18,3 | 1+0          |
| 2     | Tarjei Bø            | +19,0   | 0+1          |
| 3     | Matwei Jelissejew    | +19,9   | 0+0          |
| 4     | Alexander Loginow    | +27,1   | 0+1          |
| 5     | Martin Fourcade      | +27,9   | 0+2          |
| 6     | Johannes Kühn        | +28,7   | 0+2          |
| 7     | Johannes Dale        | +29,4   | 0+1          |
| 8     | Erlend Bjøntegaard   | +31,7   | 0+1          |
| 9     | Julian Eberhard      | +33,8   | 2+0          |
| 10    | Wladimir Iliew       | +36,0   | 0+2          |

Gemeldet: 109 Athleten, nicht am Start: 1 nicht beendet: 1
Das erste Sprintrennen der Saison fand in Östersunds skidstadion statt. Johannes Thingnes Bø gewann sowohl den Gesamtweltcup des vergangenen Jahres, als auch den Sprintweltcup und wurde auf der Strecke Weltmeister. Auch beim diesjährigen Sprint konnte der Norweger wieder, vor seinem Bruder Tarjei und dem Russen Matwei Jelissejew, gewinnen.

#### Frauen
Start: Sonntag, 1. Dezember 2019, 15:30 Uhr
| Platz | Sportler              | Zeit    | Schießfehler |
| ----- | --------------------- | ------- | ------------ |
| 1     | Dorothea Wierer       | 19:48,5 | 0+1          |
| 2     | Marte Olsbu Røiseland | +8,6    | 2+0          |
| 3     | Markéta Davidová      | +11,9   | 0+0          |
| 4     | Franziska Preuß       | +19,2   | 0+0          |
| 5     | Linn Persson          | +21,6   | 0+1          |
| 6     | Denise Herrmann       | +22,1   | 0+1          |
| 7     | Katharina Innerhofer  | +37,3   | 0+1          |
| 8     | Lena Häcki            | +39,6   | 2+0          |
| 9     | Célia Aymonier        | +40,0   | 1+0          |
| 10    | Wita Semerenko        | +41,1   | 1+0          |

Gemeldet und am Start: 105 Athletinnen
Die Weltmeisterin und Sprintweltcupsiegerin der letzten Saison Anastasiya Kuzmina trat nach ihrem Karriereende nicht mehr an. Auch gleich im ersten Einzelrennen der Saison konnte Dorothea Wierer (letztjährige Gesamtweltcupsiegerin) das gelbe Trikot durch ihren Sieg verteidigen.

### Einzel

#### Männer
Start: Mittwoch, 4. Dezember 2019, 16:15 Uhr
| Platz | Sportler               | Zeit    | Schießfehler |
| ----- | ---------------------- | ------- | ------------ |
| 1     | Martin Fourcade        | 53:11,9 | 0+0+0+1      |
| 2     | Simon Desthieux        | +12,7   | 0+1+0+0      |
| 3     | Quentin Fillon Maillet | +1:50,8 | 2+0+0+1      |
| 4     | Émilien Jacquelin      | +2:17,8 | 0+1+0+1      |
| 5     | Benjamin Weger         | +2:28,2 | 1+0+0+0      |
| 6     | Tarjei Bø              | +2:28,8 | 0+0+1+1      |
| 7     | Fabien Claude          | +2:32,4 | 2+0+0+0      |
| 8     | Matwei Jelissejew      | +2:54,6 | 1+0+0+0      |
| 9     | Alexander Loginow      | +2:55,1 | 0+0+0+2      |
| 10    | Johannes Thingnes Bø   | +3:12,6 | 0+1+0+1      |

Gemeldet: 111 Athleten, nicht am Start: 1, nicht beendet: 5
Der amtierende Weltmeister Arnd Peiffer stürzte in einer Abfahrt auf der dritten von insgesamt fünf Laufrunden und konnte das Rennen nicht beenden, welches von den französischen Biathleten dominiert wurde. Diese belegten die Plätze eins bis vier und stellten insgesamt fünf der Top Ten.

#### Frauen
Start: Donnerstag, 5. Dezember 2019, 16:20 Uhr
| Platz | Sportler                   | Zeit    | Schießfehler |
| ----- | -------------------------- | ------- | ------------ |
| 1     | Justine Braisaz            | 42:35,1 | 2+0+0+0      |
| 2     | Julija Dschyma             | +11,1   | 0+0+0+0      |
| 3     | Julia Simon                | +17,7   | 0+0+0+2      |
| 4     | Ingrid Landmark Tandrevold | +25,2   | 0+0+0+1      |
| 5     | Larissa Kuklina            | +38,8   | 1+1+0+0      |
| 6     | Lena Häcki                 | +1:05,7 | 0+0+0+3      |
| 7     | Dorothea Wierer            | +1:08,4 | 2+1+0+0      |
| 8     | Monika Hojnisz-Staręga     | +1:11,7 | 0+2+0+0      |
| 9     | Lisa Vittozzi              | +1:28,4 | 0+2+0+0      |
| 10    | Hanna Öberg                | +1:48,7 | 0+1+1+1      |

Gemeldet: 103 Athletinnen, nicht am Start: 2, nicht beendet: 1
Nach dem Vierfacherfolg der französischen Männern konnten auch die Damen zwei der drei Podestplätze einfahren. Für Justine Braisaz war es der zweite Weltcupsieg, während Julia Simon das erste Mal überhaupt auf einem Weltcuppodium stand.

### Staffel

#### Männer
Start: Samstag, 7. Dezember 2019, 17:30 Uhr
| Platz | Land       | Sportler                                                                 | Zeit      | Strafrunden + Nachlader         |
| ----- | ---------- | ------------------------------------------------------------------------ | --------- | ------------------------------- |
| 1     | Norwegen   | Johannes Dale Erlend Bjøntegaard Tarjei Bø Johannes Thingnes Bø          | 1:10:30,4 | 0+0 0+2 0+2 0+1 0+1 0+1         |
| 2     | Frankreich | Émilien Jacquelin Quentin Fillon Maillet Simon Desthieux Martin Fourcade | +32,3     | 0+0 0+1 1+3 0+0 0+1 0+2 0+0 0+0 |
| 3     | Italien    | Lukas Hofer Thomas Bormolini Daniele Cappellari Dominik Windisch         | +1:27,1   | 0+1 0+1 0+1 0+2 0+1 0+0 0+1 0+1 |
| 4     | Russland   | Matwei Jelissejew Dmitri Malyschko Eduard Latypow Alexander Loginow      | +1:41,4   | 0+2 0+1 1+3 0+1 0+1 0+0 0+1 0+1 |
| 5     | Schweden   | Torstein Stenersen Jesper Nelin Martin Ponsiluoma Sebastian Samuelsson   | +2:00,7   | 0+1 0+0 0+2 0+0 1+3 0+3 1+3 0+0 |

Gemeldet und am Start: 26 Nationen, überrundet: 5
Die favorisierte Staffel Frankreichs, die mit den ersten Vier des Einzels antrat, kam auf Rang zwei ins Ziel und musste sich nur dem Quartett aus Norwegen geschlagen geben. Die deutsche Mannschaft kam nach vier Strafrunden auf Rang acht ins Ziel. Die Schweiz wurde Zehnter, Österreich Zwölfter.

#### Frauen
Start: Sonntag, 8. Dezember 2019, 15:30 Uhr
| Platz | Land        | Sportler                                                                                  | Zeit      | Strafrunden + Nachlader         |
| ----- | ----------- | ----------------------------------------------------------------------------------------- | --------- | ------------------------------- |
| 1     | Norwegen    | Karoline Offigstad Knotten Ingrid Landmark Tandrevold Tiril Eckhoff Marte Olsbu Røiseland | 1:11:08,7 | 0+1 0+0 0+3 0+2 0+0 0+2         |
| 2     | Schweiz     | Elisa Gasparin Selina Gasparin Aita Gasparin Lena Häcki                                   | +8,5      | 0+2 0+0 0+1 0+0 0+0 0+0 0+0 0+1 |
| 3     | Schweden    | Linn Persson Elvira Öberg Mona Brorsson Hanna Öberg                                       | +10,2     | 0+0 0+3 0+1 0+1 0+0 0+0 0+3 0+0 |
| 4     | Deutschland | Karolin Horchler Denise Herrmann Vanessa Hinz Franziska Preuß                             | +15,5     | 0+1 0+1 1+3 0+0 0+1 0+2 0+0 0+1 |
| 5     | Russland    | Tamara Woronina Swetlana Mironowa Jekaterina Jurlowa-Percht Larissa Kuklina               | +1:37,7   | 0+0 0+3 0+2 0+0 0+1 0+2 0+0 0+1 |

Gemeldet und am Start: 21 Nationen, überrundet: 4
Für eine Damenstaffel aus der Schweiz war es das erste Weltcuppodium überhaupt bei einem Staffelwettbewerb, die mit der Schlussläuferin Lena Häcki als Zweite über die Ziellinie kam. Das österreichische Team kam mit über zwei Minuten Rückstand auf Norwegen als Siebter ins Ziel.

## Auswirkungen auf den Gesamtweltcup
Bei den Frauen konnte die Weltcupgesamtsiegerin des letzten Jahres Dorothea Wierer nach den beiden Individualrennen das gelbe Trikot zunächst für sich behalten. Bereits mit ein wenig Abstand folgten die Tschechin Markéta Davidová und Marte Olsbu Røiseland aus Norwegen. Im Nationencup konnte bei den Frauen Schweden die meisten Punkte erzielen und lag somit nach der ersten Weltcupstation vor Norwegen und Deutschland.
Bei den Männern lag nach dem ersten Weltcup Martin Fourcade vorne, der bereits sieben Mal den Gesamtweltcup gewann. Sein Widersacher und Titelverteidiger Johannes Thingnes Bø aus Norwegen lag zunächst auf Rang drei, einen Punkt hinter seinem älteren Bruder Tarjei, der in der Saison 2010/11 schon den Gesamtweltcup gewinnen konnte. Es wird allgemein erwartet, dass sich auch in diesem Jahr Martin Fourcade und Johannes Thingnes Bø einen Zweikampf um den Gewinn des Gesamtweltcups liefern. Im Nationencup der Männer lag, nach der ersten von zehn Weltcupstationen, Norwegen vor Frankreich und Russland auf Rang 1.
| Rang | Name                   | Punkte | Siege | Verän- derung |
| ---- | ---------------------- | ------ | ----- | ------------- |
| 1    | Martin Fourcade        | 100    | 1     |               |
| 2    | Tarjei Bø              | 92     |       |               |
| 3    | Johannes Thingnes Bø   | 91     | 1     |               |
| 4    | Matwei Jelissejew      | 82     |       |               |
| 5    | Simon Desthieux        | 81     |       |               |
| 6    | Quentin Fillon Maillet | 77     |       |               |
| 7    | Alexander Loginow      | 75     |       |               |
| 8    | Émilien Jacquelin      | 73     |       |               |
| 9    | Erlend Bjøntegaard     | 62     |       |               |
| 10   | Fabien Claude          | 57     |       |               |

| Rang | Name                  | Punkte | Siege | Verän- derung |
| ---- | --------------------- | ------ | ----- | ------------- |
| 1    | Dorothea Wierer       | 96     | 1     |               |
| 2    | Markéta Davidová      | 78     |       |               |
| 3    | Marte Olsbu Røiseland | 76     |       |               |
| 4    | Julia Simon           | 72     |       |               |
| 5    | Franziska Preuß       | 72     |       |               |
| 6    | Lena Häcki            | 72     |       |               |
| 7    | Linn Persson          | 64     |       |               |
| 8    | Larissa Kuklina       | 63     |       |               |
| 9    | Denise Herrmann       | 61     |       |               |
| 10   | Hanna Öberg           | 61     |       |               |

## Debütanten
Folgende Athleten nahmen zum ersten Mal an einem Biathlon-Weltcup teil. Dabei kann es sich sowohl um Individualrennen, aber auch um Staffelrennen handeln.
| Männer               | Frauen                |
| -------------------- | --------------------- |
| Kazuki Baisho        | Heidi Kuuttinen       |
| George Marian Coltea | Veronika Machyniaková |
| Anton Dudtschenko    | Elvira Öberg          |
| Tuomas Harjula       | Lyubomira Pehlivanska |
| Shohei Kodama        | Ieva Pūce             |
| Mikita Labastau      | Marija Sdrawkowa      |
| Harald Lemmerer      | Nika Vindisar         |
| Raido Ränkel         | Tamara Woronina       |
| Kristo Siimer        |                       |